# Chemin de randonnée des Ozarks
Le chemin de randonnée des Ozark est un chemin de randonnée tracé à partir des années 1980 dans le Missouri. Il traverse les Monts Ozarks du nord au sud et fait 560 km de long. Il est prévu qu'il fasse 800 km dans l'avenir.[Quand ?]

## Caractéristiques
Le chemin est ouvert aux randonneurs, et dans quelques sections aux randonnées équestres et aux VTT. Les chemins exacts dans quelques sections ne sont pas encore établis, donc la longueur totale est encore indéterminée. Le chemin doit rejoindre au sud le chemin des Ozarks (Ozark Highlands Trail) en Arkansas. Quand les deux tronçons de chemins seront terminés [Quand ?], le chemin final aura une longueur de 1125 km, sans compter une grande boucle qui mène dans les montagnes de St. Francois en Missouri.
Le chemin est composé de treize sections. La plupart d'entre elles sont connectées entre elles, bien qu'il y ait des trous dans certaines sections. Leur longueur varie de 13 à 64 km, ce qui peut convenir pour une randonnée à la journée ou une grande randonnée. En 2007, le plus long tronçon sans interruption est de 362 km, de Onondaga Cave State Park à la rivière Eleven Point.
L'Ozark Trail Council publie une brochure précisant ce qui est autorisé dans les différents secteurs du chemin. Dans les secteurs sensibles pour l'environnement, le camping est interdit.
Le chemin de randonnée des Ozarks a été lancé dans les années 1970, quand un groupe de propriétaires, de randonneurs et de gérants de terre publique se sont rencontrés pour discuter l'idée d’un chemin qui traverserait les monts Ozark du Nord au Sud. Un plan a été créé par l'État de Missouri en 1975 qui a montré qu’il y aurait besoin de 800 à 1500 km de chemin de randonnée et que le chemin peut commencer dans les alentours de St. Louis et aller jusqu'à la frontière sud avec l'Arkansas, en utilisant la plupart des propriétés publiques, ce qui évite d'avoir à demander le droit de passage aux propriétaires privés. La construction des premiers secteurs du chemin a commencé en 1981. Les dernières sections seront tracées quand Le Ozark Trail Council aura trouvé un accord avec les derniers propriétaires privées qui interdisent le passage du chemin sur leurs terres.